# سیارک ۵۶۸

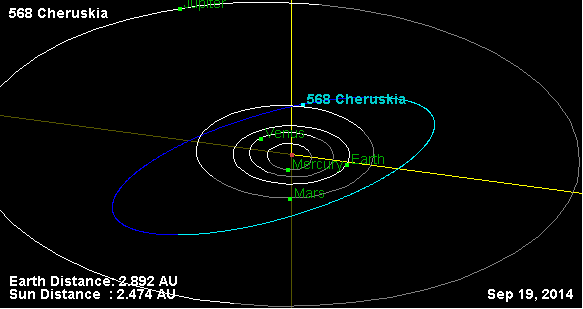
نمایی از محل قرارگیری سیارک ۵۶۸ در مدار – ۲۰۱۴

سیارک ۵۶۸ (به انگلیسی: 568 Cheruskia، نامگذاری:1905QS) پانصد و شصت و هشتمین سیارک کشف شده‌است که در ۲۶ ژوئیه ۱۹۰۵ و در هایدلبرگ کشف شد.
قدر مطلق سیارک برابر ۹٫۱۰ است.